# Kaplärka
Kaplärka (Certhilauda curvirostris) är en fågel i familjen lärkor inom ordningen tättingar.

## Utseende
Kaplärkan är en stor och slank lärka med långa ben och en lång och tunn, nedåtböjd näbb. Den är generellt streckat gråbrun ovan, med kraftig streckning på bröstet som når ut på flankerna. Arten liknar övriga lärkor i sitt släkte, men är störst och mest långnäbbad i komplexet. De flesta andra lärkor i dess utbredningsområder är mindre och mer kompakta, med mindre näbbar och kortare ben.

## Utbredning och systematik
Kaplärka delas in i tre underarter med följande utbredning:
- Certhilauda curvirostris curvirostris – sydvästra Sydafrika (Västra Kapprovinsen söder om Olifants River)
- Certhilauda curvirostris falcirostris – kustnära Namibia (längst i sydväst) och västra Sydafrika (söder ut till Olifants River i Västra Kapprovinsen)
- Certhilauda curvirostris brevirostris – slätterna vid Agulhas i Västra Kapprovinsen i Sydafrika

## Levnadssätt
Kaplärkan hittas i sandiga kustnära buskmarker. Där springer den snabbt på marken för att plötsligt stanna och gräva i jorden eller plocka i buskarna på jakt efter ryggradslösa djur och frön. Under häckningstid utför hanen en karakteristisk spelflykt: först lågt utmed marken och sedan plötsligt tio till 15 meter rakt upp i luften, varefter hanen drar in vingarna och faller till marken. Under spelflykten avges ett tvåtonigt "tsit-tseeeoooouuu", den andra tonen fallande (i norra delen av utbredningsområdet hörs dock enbart den andra tonen). Detta läte liksom andra, som ett darrande "cheereee-cheeeoo" kan också avges från marken.

## Status och hot
Arten har ett stort utbredningsområde, men tros minska i antal, dock inte tillräckligt kraftigt för att den ska betraktas som hotad. Internationella naturvårdsunionen IUCN listar arten som livskraftig (LC).